# マルスラン・デブータン
マルスラン・デブータン（Marcellin Gilbert Desboutin、1823年8月26日 - 1902年2月18日）は、フランスの画家、版画家、作家である。

## 略歴
アリエ県のセリリーで生まれた。父親は裕福な地主で国王ルイ18世に近衛兵を務めた人物である。パリのカトリック系の学校(Collège Stanislas de Paris)で学んだ後。1845年からエコール・デ・ボザールでエテクス(Louis-Jules Étex)に学び、1847年からトマ・クチュールに学んだ。1848年のフランス革命（2月革命）でパリから母親とアリエ県のCosne-d'Allierに逃れた。1848年の終わりにパリに戻り、クチュールのもとで修行を再開し、写実主義の画家、ピエール・ピュヴィス・ド・シャヴァンヌと友人になった。
1849年から1854年の間はベルギー、オランド、イギリスを旅し、その後フィレンツェに移った。フランスの資産を売って、フィレンツェに邸を買い、フランスから訪れる友人を招き、美術品を収集し、版画の技法、ドライポイントも学び、詩や戯曲を執筆する生活を送った。ジュール・アミーグ（Jules Amigues）と共同で書いた戯曲は1870年にパリで上演された。
1870年になると、最初の妻を亡くし、投資の失敗もあって、邸を売却しなければならなくなった。再婚したイタリア人の妻とジュネーヴに滞在した後、1872年にパリに戻り、翌年からモンマルトルに住むようになった。友人となったエドガー・ドガやジュゼッペ・デ・ニッティスに勧められて、戯曲の執筆を徐々に止めて、絵や版画制作に専念するようになった。1873年にバイロンの詩のフランス語訳を発表するが、1875年には作家活動は辞めた。
モンマルトルの芸術家が集まった、カフェ・ゲルボワやカフェ・ド・ラ・ヌーヴェル・アテーヌの常連となり、エドゥアール・マネやエミール・ゾラと親しくなった。「ボヘミアニズム」の芸術家の象徴として、マネやドガの絵画のモデルとなり、マネに影響を受けたスタイルで絵を描くようになった。ドライポイント版画の名手と評価されて多くの作品を製作し、多くの芸術家のポートレートをドライポイントで製作した。
1876年に7点の油絵と6点の版画を第2回印象派展に出展した。1879年にサロン・ド・パリに入選し、1883年にも選外佳作を得た。
1880年にニースに移り、1888年に再びパリに出て、活発に活動し、1890年の国民美術協会(Société nationale des beaux-arts)の再建にも貢献し、国民美術協会のシャン・ド・マルスでの展覧会(Salon du Champ-de-Mars)に出展した。1895年にレジオンドヌール勲章（シュバリエ）を受勲した。

## 作品

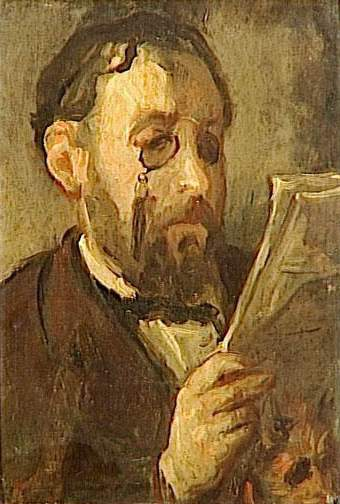
「ドガの肖像」
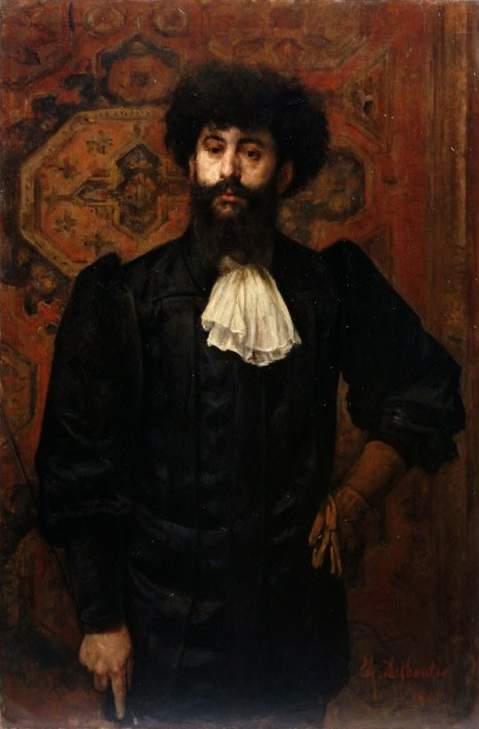
ジョセファン・ペラダン-作家(1891)
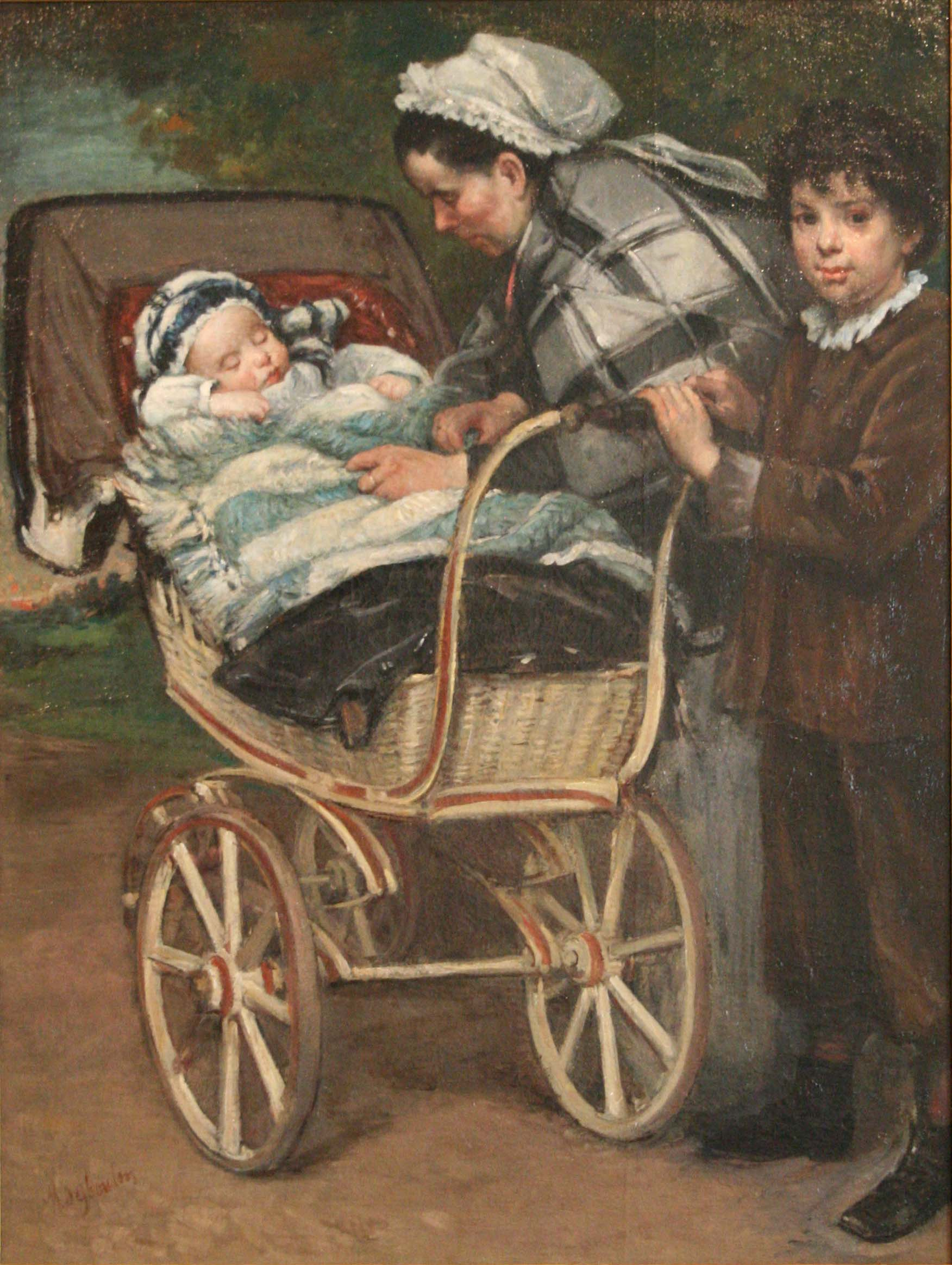
「乳母車」(1870年代後半)
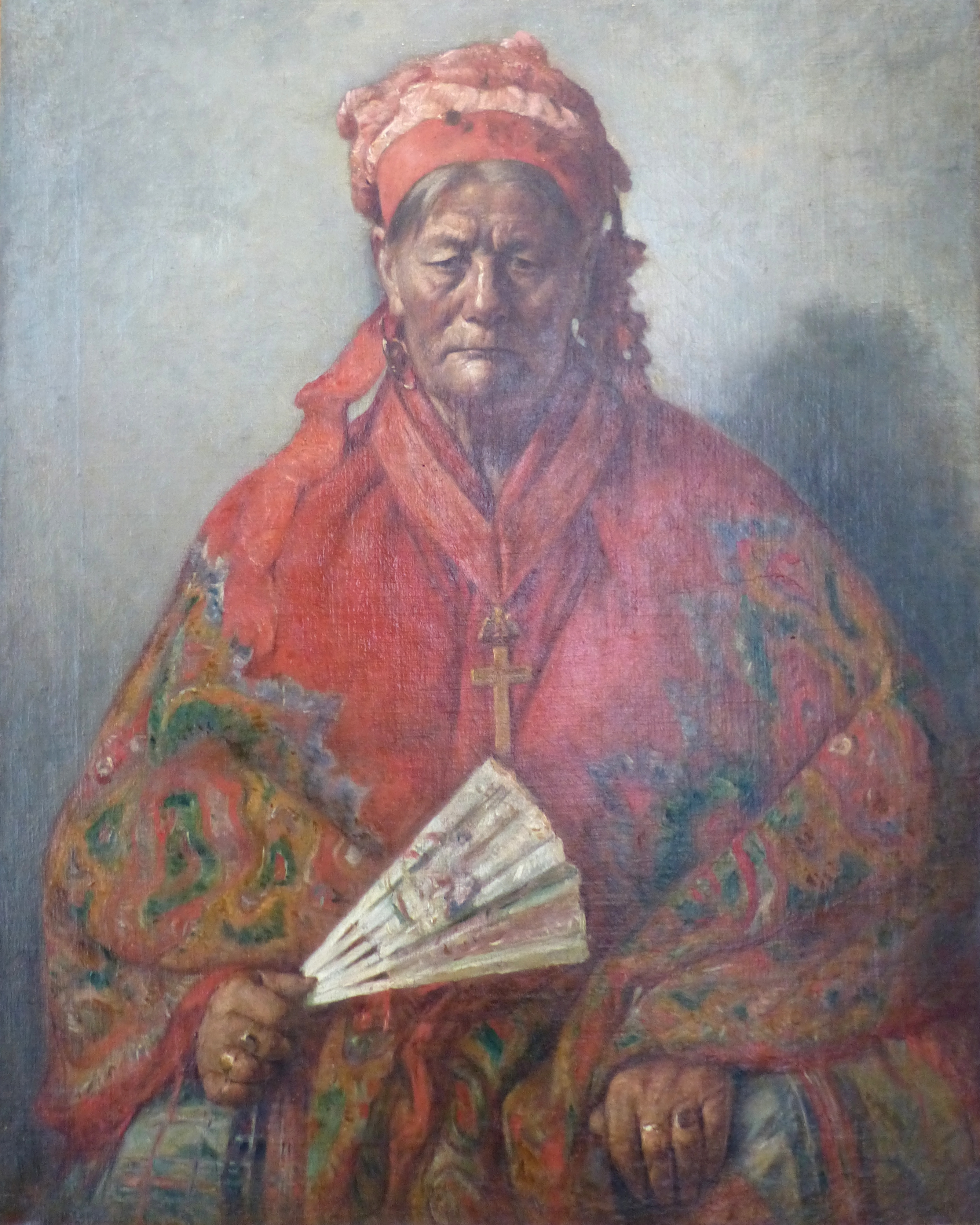
La mère Javoune(1882)
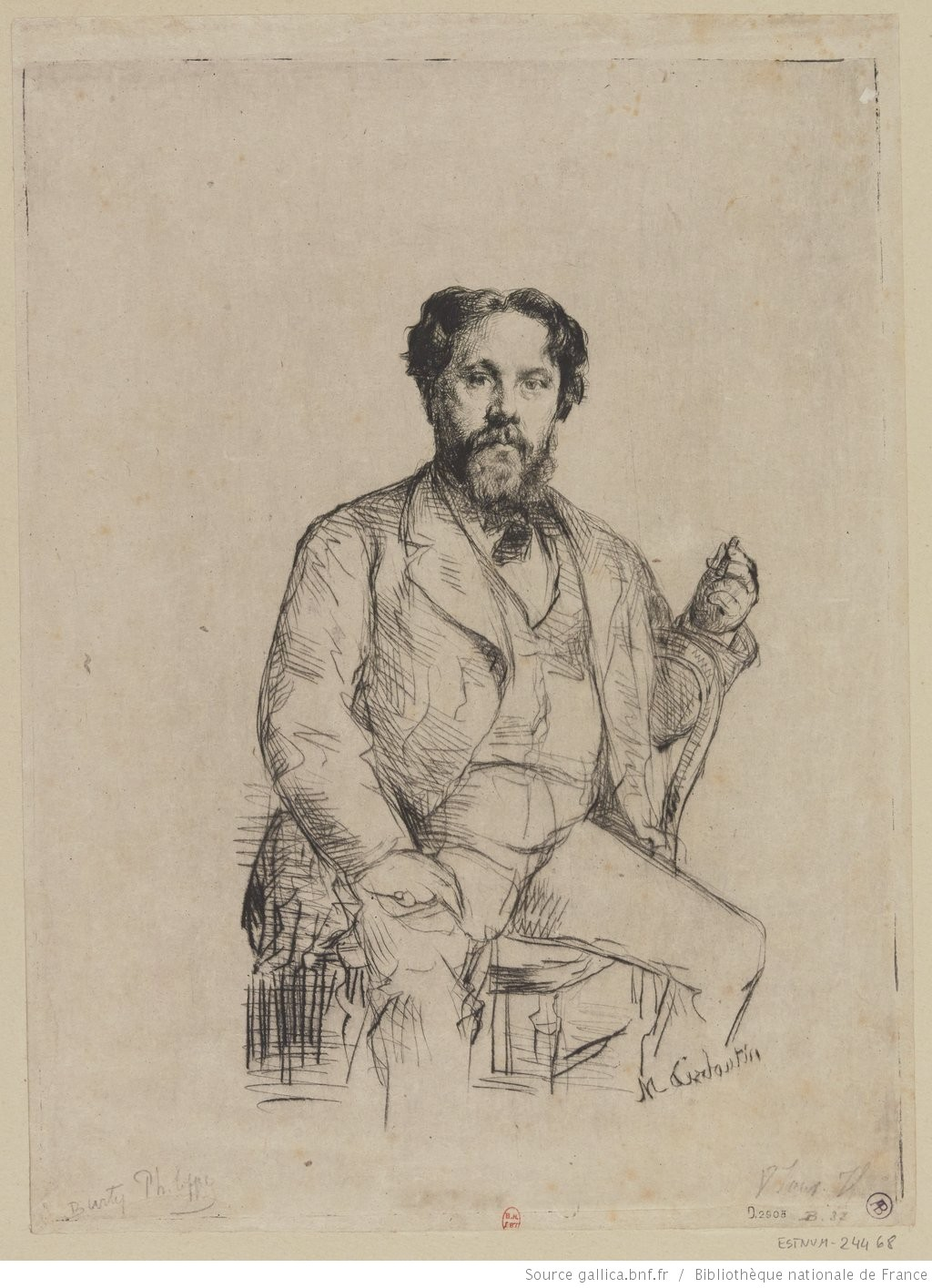
フィリップ・ビュルティ ドライポイント(1875)
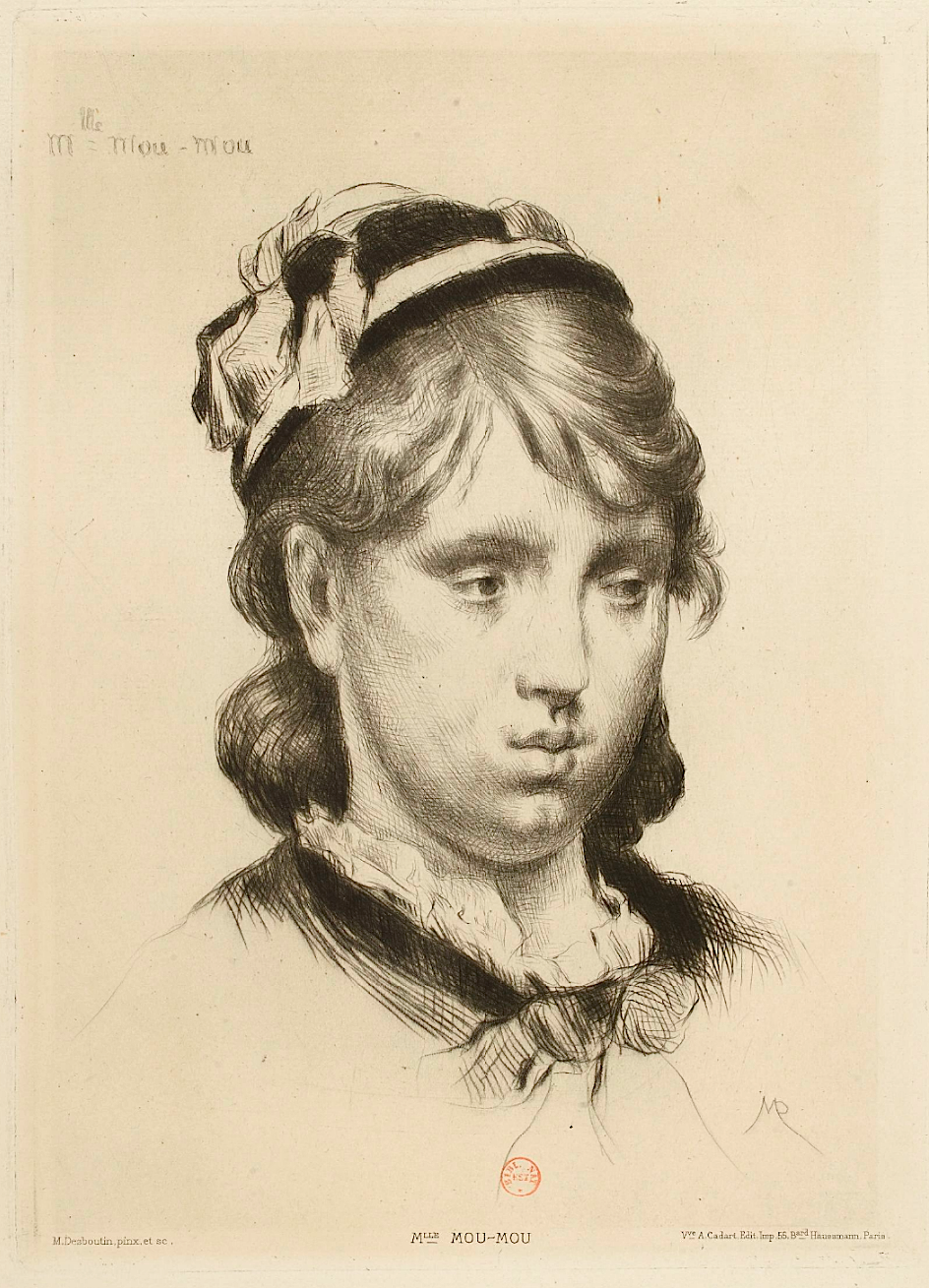
Mou-Mou(1879)ドライポイント
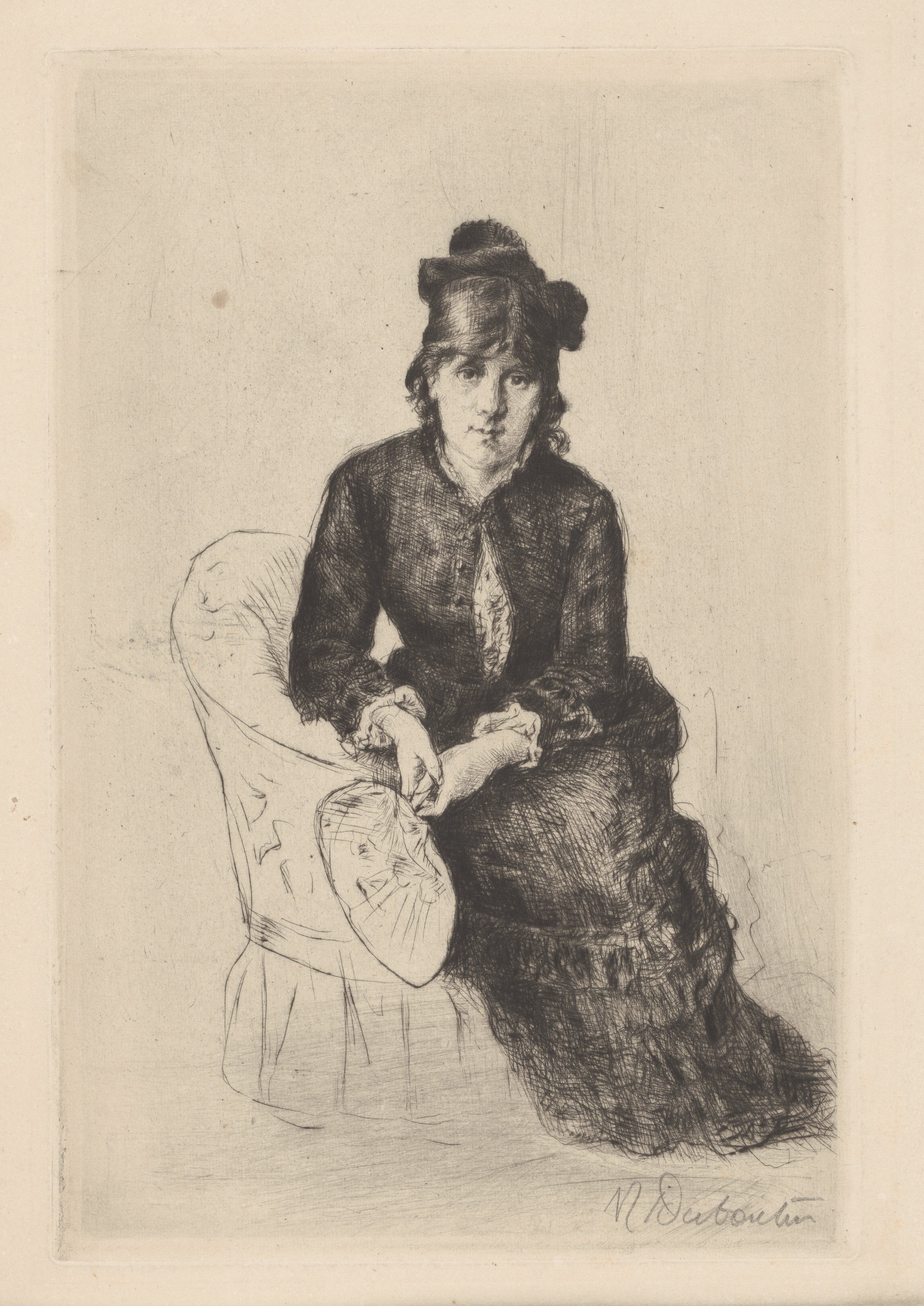
ベルト・モリゾ ドライポイント
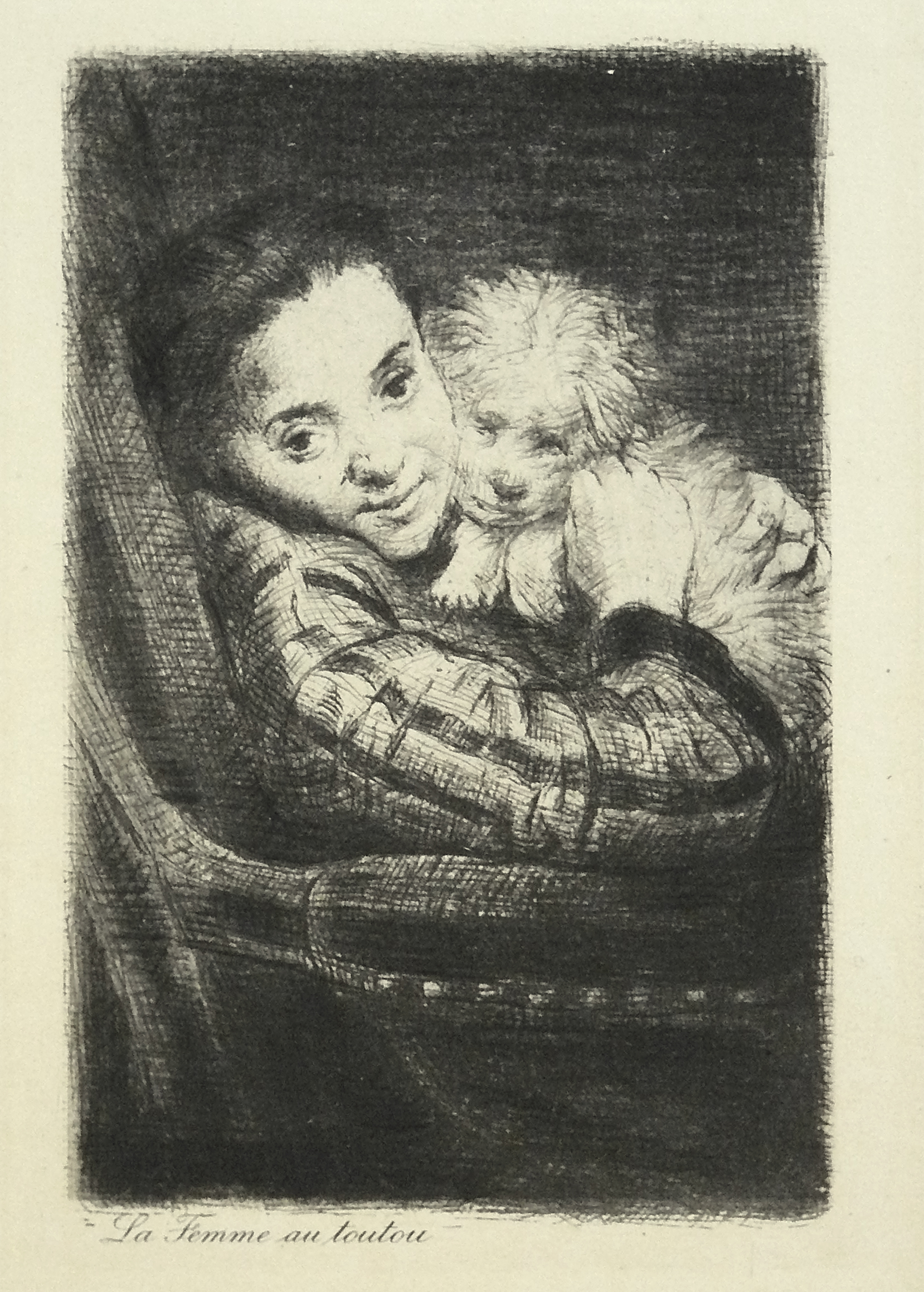
犬を持つ女性